# Andora na Letnich Igrzyskach Olimpijskich Młodzieży 2010
Andorę na Letnich Igrzyskach Olimpijskich Młodzieży 2010 w Singapurze reprezentowało 4 sportowców w 3 dyscyplinach.

## Skład kadry

### Judo
- Patrik Ferreira Martins

kategoria do 66 kg chłopców

### Lekkoatletyka
- Jenili Hilario Rodrigues

bieg na 400 m dziewcząt

### Pływanie
- Oriol Cuñat Rodriguez

200 m stylem dowolnym chłopców
50 m stylem motylkowym chłopców
- Mònica Ramírez Abella

50 m stylem grzbietowym dziewcząt
100 m stylem grzbietowym dziewcząt